# Maria Luísa Carlota de Parma
Maria Luísa Carlota de Bourbon-Parma (em italiano: Maria Luisa Carlotta di Borbone-Parma; Barcelona, 2 de outubro de 1802 — Roma, 18 de março de 1857) foi uma princesa de Parma e membro da Casa de Bourbon. Casou-se com Maximiliano, Príncipe-Herdeiro da Saxônia, mas morreu sem deixar descendência.

## Biografia

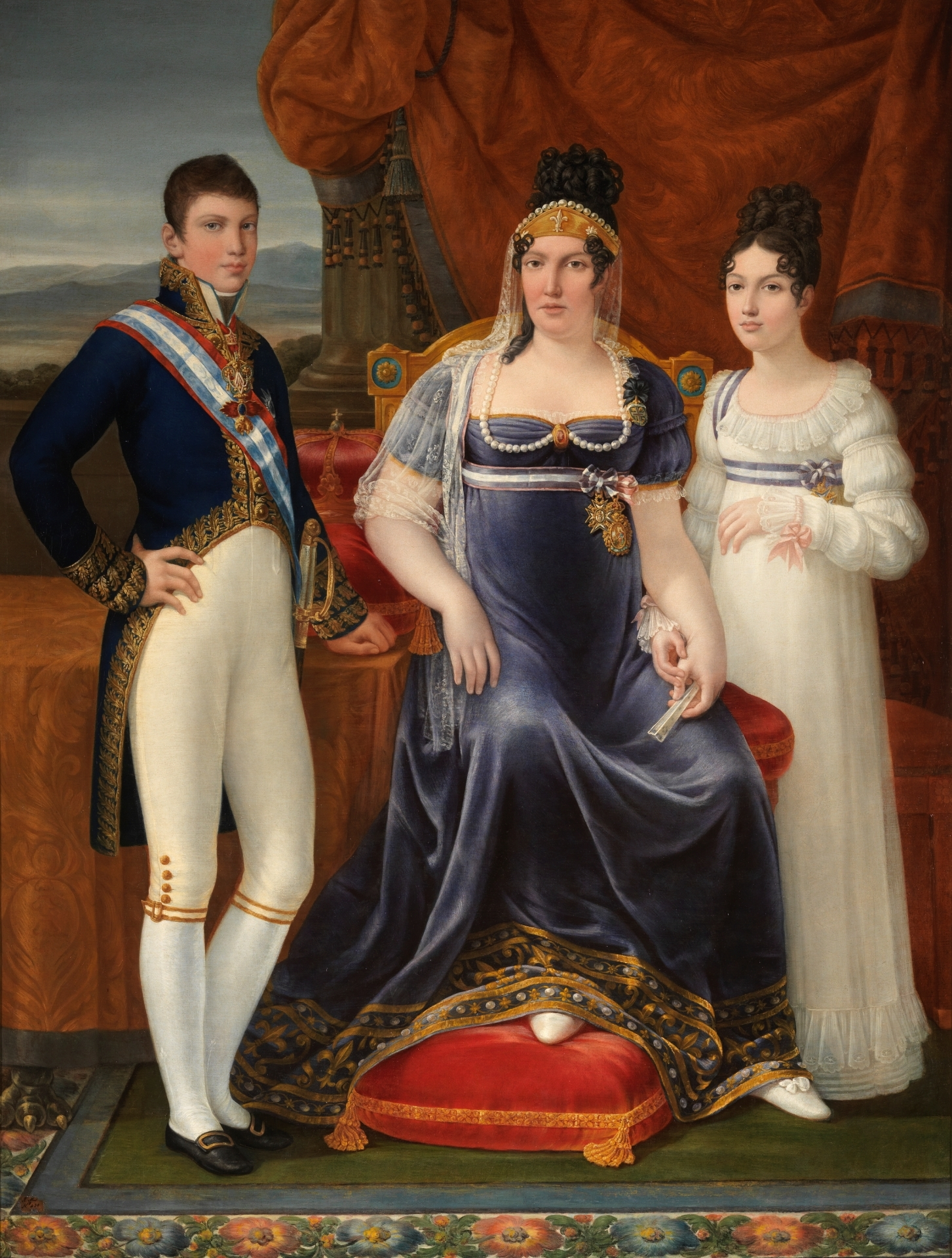
Maria Luísa Carlota com a sua mãe, Maria Luísa, e o irmão, Carlos.

Maria Luísa Carlota nasceu em Barcelona. A família real espanhola encontrava-se na cidade para celebrar o casamento do seu tio materno, o infante Fernando, príncipe das Astúrias, com a princesa Maria Antónia de Nápoles a 6 de Outubro de 1802. A princesa recebeu o nome em honra da sua falecida tia, a infanta Maria Luísa Carlota de Espanha.
A sua mãe, Maria Luísa, teve muitas dificuldades em dar à luz a princesa e, inicialmente, os médicos pensaram que nem mãe nem filha iriam sobreviver.
Os seus avós paternos e o seu tio, o rei Fernando VII de Espanha, queriam que Maria Luísa Carlota, na altura com catorze anos de idade, se casasse com o infante Francisco de Paula, seu tio materno. No entanto, estes planos nunca se concretizaram.
Maria Luísa Carolina casou-se com Maximiliano, Príncipe Herdeiro da Saxônia, viúvo da sua tia, a princesa Carolina de Parma, em Lucca, a 15 de Novembro de 1825 (por procuração) e novamente em Dresden a 7 de Novembro de 1825. O casal não teve filhos e Maximiliano renunciou aos seus direitos de sucessão ao trono em 1830. Viria a falecer em 1838. Maria Luísa Carlota passou grande parte da sua vida em Viena, onde era conhecida pela sua excentricidade. Mais tarde, voltou a casar-se, desta vez com um nobre, o conde Ferdinando Rossi, que morreu em 1854. Casou-se ainda uma terceira vez com outro nobre, o conde Giovanni Vimercati. Não teve filhos de nenhum dos casamentos e apenas o se último marido viveu mais tempo do que ela, tendo falecido em 1861. Maria Luísa Carlota morreu em 1857, com cinquenta-e-quatro anos de idade.

## Honras
- (em castelhano): 122.° Dama da Ordem da Rainha Maria Luísa - .

## Genealogia
| Maria Luísa Carlota de Parma | Pai: Luís I da Etrúria   | Avô paterno: Fernando I de Parma     | Bisavô paterno: Filipe I de Parma       |
| Maria Luísa Carlota de Parma | Pai: Luís I da Etrúria   | Avô paterno: Fernando I de Parma     | Bisavó paterna: Luísa Isabel de França  |
| Maria Luísa Carlota de Parma | Pai: Luís I da Etrúria   | Avó paterna: Maria Amália da Áustria | Bisavô paterno: Francisco III de Lorena |
| Maria Luísa Carlota de Parma | Pai: Luís I da Etrúria   | Avó paterna: Maria Amália da Áustria | Bisavó paterna: Maria Teresa da Áustria |
| Maria Luísa Carlota de Parma | Mãe: Maria Luísa de Luca | Avô materno: Carlos IV de Espanha    | Bisavô materno: Carlos III de Espanha   |
| Maria Luísa Carlota de Parma | Mãe: Maria Luísa de Luca | Avô materno: Carlos IV de Espanha    | Bisavó materna: Maria Amália da Saxônia |
| Maria Luísa Carlota de Parma | Mãe: Maria Luísa de Luca | Avó materna: Maria Luísa de Parma    | Bisavô materno: Filipe I de Parma       |
| Maria Luísa Carlota de Parma | Mãe: Maria Luísa de Luca | Avó materna: Maria Luísa de Parma    | Bisavó materna: Luísa Isabel de França  |